# جون كوربيت (ملحن)
جون كوربيت (بالإنجليزية: John Corbett)‏ هو عازف جاز ومنتج أسطوانات وملحن أمريكي، ولد في 18 يوليو 1963 في شيكاغو في الولايات المتحدة.

## وصلات خارجية
- جون كوربيت على موقع IMDb (الإنجليزية)
- جون كوربيت على موقع ميوزك برينز (الإنجليزية)
- جون كوربيت على موقع ديسكوغز (الإنجليزية)